# Iatrogenie

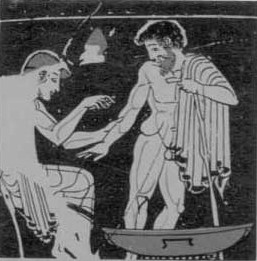
Vechea pictura grecească pe o vază, arătând un medic (iatros) care sângerează un pacient

Iatrogenia (greaca veche: iatrogen - produs de medic) este o stare patologică de intoxicație, produsă sau agravată, prin folosirea unui medicament în doze prea mari sau un timp prea îndelungat. Această stare mai poate apărea pe cale psihogenă, fiind cauzată de medic, tratamentul aplicat sau de condițiile de spitalizare.

## Exemple
- Riscul asociat intervențiilor medicale
  - Efectele adverse ale medicamentelor eliberate pe bază de rețetă
  - Utilizarea excesivă a medicamentelor (provocând, de exemplu, rezistența bacteriilor la antibiotice)
  - Intervenția medicamentului cu prescripție
- Erori medicale
  - Întreținere necorespunzătoare, probabil din cauza scrierii de mână ilegală sau a unor greșeli de calculator
  - Proceduri, tehnici, informații, metode sau echipamente defectuoase
  - Neglijență
  - Infecție nosocomială

## Cauze și consecințe

### Erori medicale și neglijență
Condițiile Iatrogenice nu rezultă neapărat din erorile medicale, cum ar fi greșelile făcute în chirurgie sau prescrierea sau eliberarea unei terapii greșite, cum ar fi un medicament. De fapt, efectele intrinseci și uneori adverse ale unui tratament medical sunt iatrogenice. De exemplu, radioterapia și chimioterapia - în mod necesar agresive pentru efectul terapeutic - produc în mod frecvent efecte iatrogenice precum pierderea părului, anemia hemolitică, insipidul diabetului, vărsăturile, greața, leziunile cerebrale, limfedemul, infertilitatea etc. Pierderea funcției care rezultă din îndepărtarea necesară a unui organ bolnave este iatrogenică, ca în cazul diabetului, ca urmare a îndepărtării întregii sau a unei părți a pancreasului.

### Efecte adverse
Un efect foarte iatrogen comun este cauzat de interacțiunea medicamentului, adică atunci când farmacoterapeuții nu verifică toate medicamentele pe care le ia un pacient și prescriu altele noi care interacționează agonist sau antagonist (potențând sau atenuând efectul terapeutic dorit). Astfel de situații pot provoca morbidități și mortalități semnificative. Reacțiile adverse, cum ar fi reacțiile alergice la medicamente, chiar și atunci când sunt de așteptat de către farmacoterapeuți, sunt, de asemenea, clasificate ca iatrogenice.

### Psihiatrie
În psihiatrie, iatrogenesisul poate apărea din cauza diagnosticului greșit (inclusiv a diagnosticului cu o afecțiune falsă, așa cum a fost cazul hystero-epilepsiei). Un exemplu de afecțiune parțial iatrogenă datorată misdiagnozei comune este tulburarea bipolară, în special la copii și adolescenți. Alte afecțiuni cum ar fi tulburarea somatoformă și sindromul de oboseală cronică sunt considerate a avea componente socioculturale și iatrogenice semnificative. Tulburarea de stres posttraumatic este presupusă a fi predispusă la complicații iatrogenice bazate pe modalitatea de tratament.

## Epidemiologie
Globally it is estimated that 142,000 people died in 2013 from adverse effects of medical treatment, an increase of 51 percent from 94,000 in 1990. În Statele Unite, decesele estimate pe an includ:

- 12.000 din cauza intervențiilor chirurgicale inutile
- 7000 din cauza erorilor de medicație în spitale
- 20.000 din cauza altor erori în spitale
- 80.000 din cauza infecțiilor nosocomiale din spitale
- 106.000 din cauza lipsei de eroare, a efectelor negative ale medicamentelor

Pe baza acestor cifre, iatrogenesisul poate provoca până la 225.000 de decese pe an în Statele Unite (excluzând eroarea recunoscută). Un raport anterior al Institutului de Medicină a estimat anual între 230.000 și 284.000 de decese iatrogenice.